# Plantagehuis (Vreeland)
Het Plantagehuis is een vrijstaand bouwwerk in de plaats Vreeland in de provincie Utrecht. 
De geschiedenis van het huis gaat terug naar 1832, toen de Vrije Hoge Riddermatige heerlijkheid Vreeland en de Dorssewaard nog bestond. Hier liet Jacob Hooft van Vreeland een zomerverblijf bouwen. In 1908 werd in opdracht van de Amsterdamse koopman G.H. Hooft van Vreeland een nieuw huis gebouwd in het midden van het landgoed en verving het oorspronkelijke zomerverblijf. Het huis werd groter en heeft zijn huidige uiterlijk gekregen. Het landhuis is in moorse stijl opgetrokken, als onderdeel van de gelijknamige historische buitenplaats.
Het Plantagehuis is nagenoeg rechthoekig. Er zijn twee bouwlagen onder een plat dak bekroond door een koepel en met vergulde karpers aan de waterkant en de straatkant. De zuidwestgevel ligt direct aan de Stille Vecht, een oude arm van de Vecht. Tijdens de bouw werd aan beide oevers van de Stille Vecht een plantage aangelegd in Engelse Landschapsstijl. Hier ligt, onder andere, een siertuin, bos en boomgaard en het Jubileumlaantje met twee gedenkstenen uit 1863.
Verschillende onderdelen van het landgoed zijn aangewezen als rijksmonument.

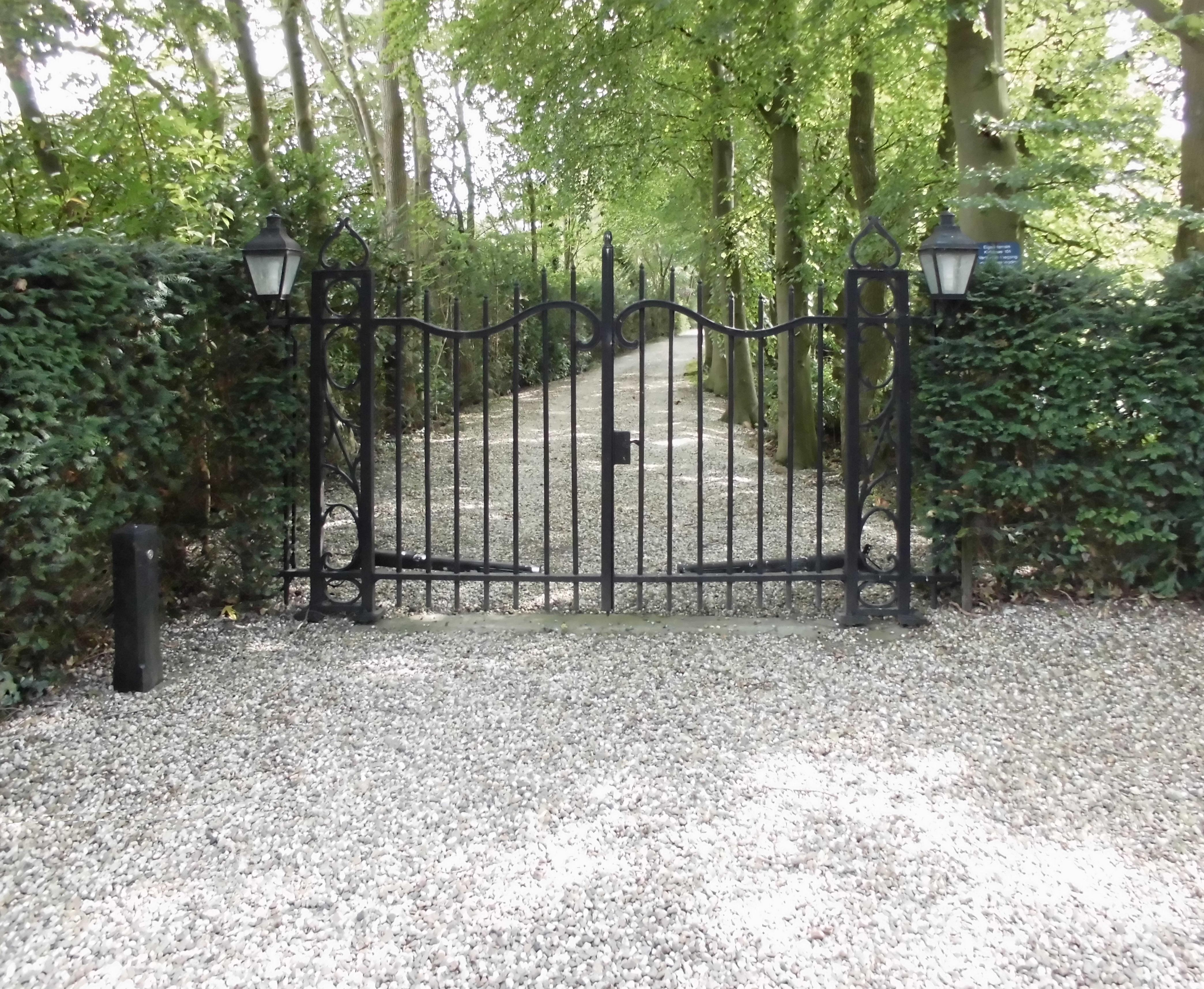
Toegangshek
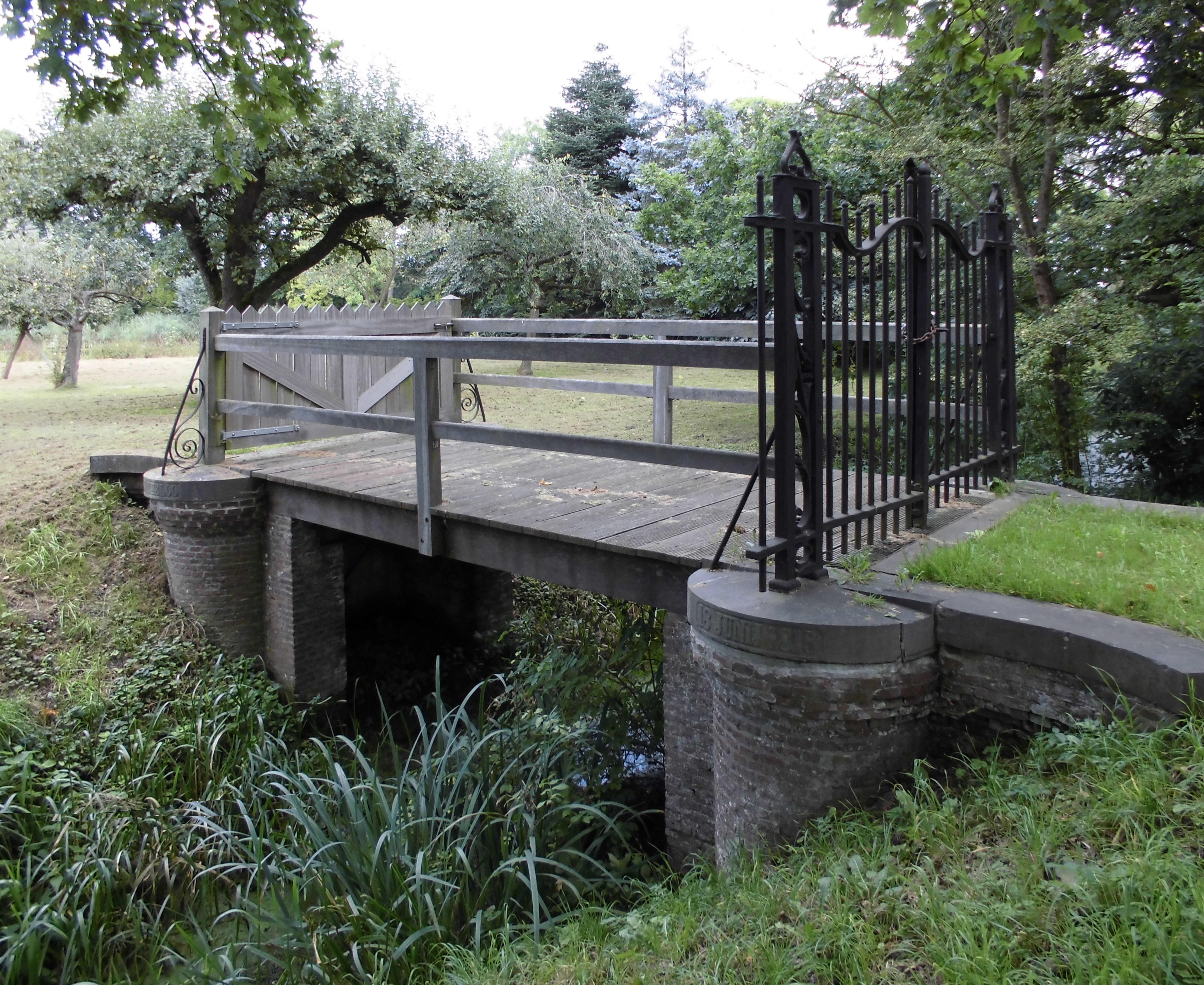
Brug
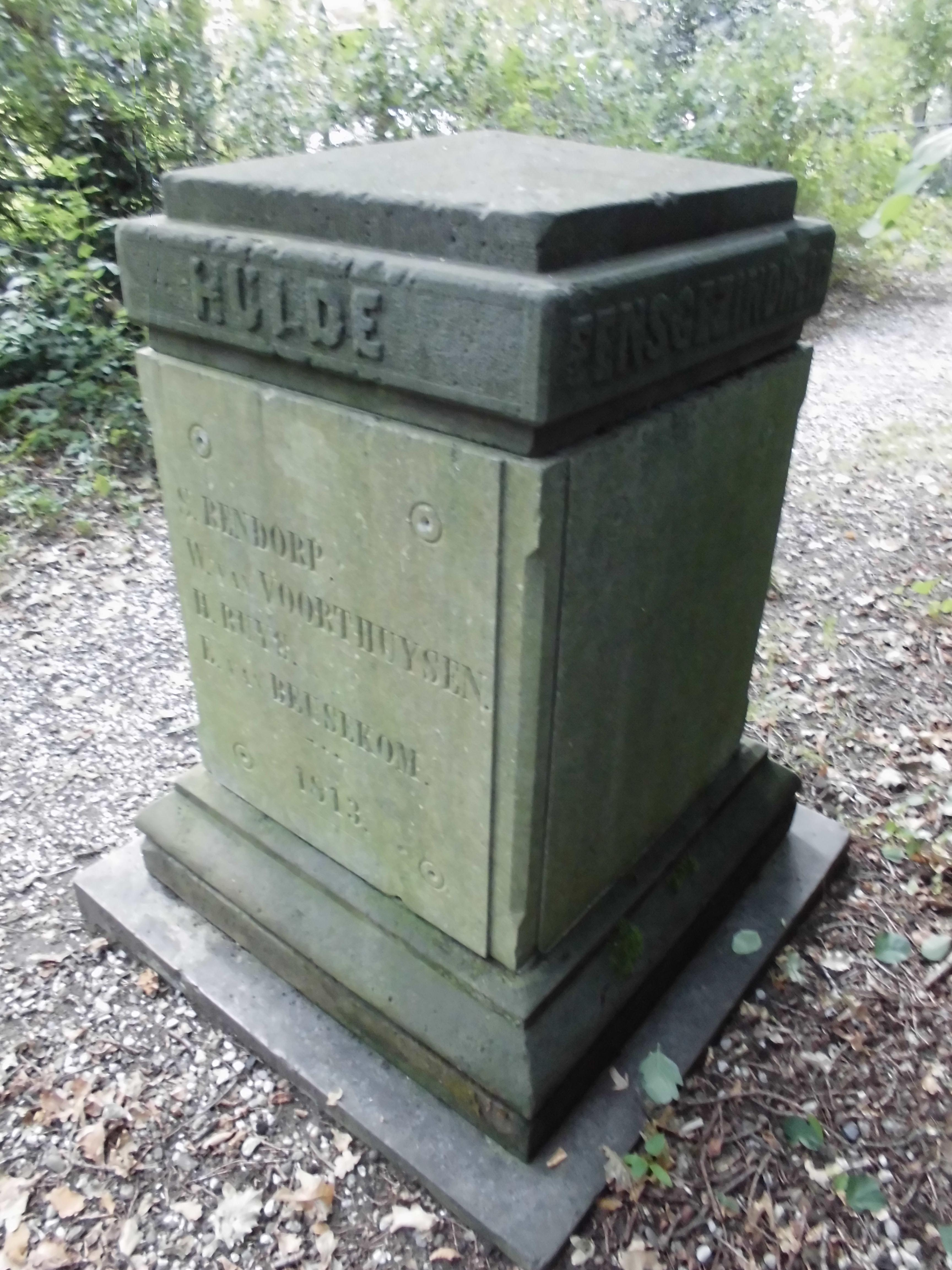
Gedenkpaal